# Benevolenza
La benevolenza (dal latino benevolentia) viene definita nella cultura romana come «voluntate benefica benevolentia movetur» (la benevolenza è messa in moto da una volontà che mira al bene) intendendo che vi sia una voluntas, un atteggiamento spirituale volontario che genera il desiderio di fare del bene (benevolentia).

## Benevolenza e amicizia

Gian Domenico Romagnosi

Per Gian Domenico Romagnosi la benevolenza si esprime nell'amicizia a condizione che riguardi entrambi i soggetti del rapporto e che non sia tenuta nascosta come osservava Aristotele che descriveva l'amicizia come una benevolenza contraccambiata ma anche manifestata. La benevolenza va dunque dichiarata apertamente, non necessariamente a parole, ma rilevabile nei comportamenti, come accade per natura o per forza delle leggi operanti in ogni società civile che non potrebbe sussistere senza un rapporto benevolo tra gli uomini. La benevolenza non deve avere limiti né nel tempo, altrimenti non vi sarebbe vera amicizia, né nell'impegno di voler procurare il bene dell'amico con tutti i mezzi possibili.
Se dalla benevolenza espressa nell'amicizia vi è una ricerca dell'ottenimento di un utile personale, anche se non siamo di fronte ad un comportamento disonesto, tuttavia questa non può definirsi amicizia perché in questo caso più che il bene dell'amico si persegue il proprio e così si «ama l'amico come il cacciatore che ama il suo cane». Vi è stata poi confusione tra l'amore e la benevolenza e sembrerebbe che i due atteggiamenti possano confluire l'uno nell'altro poiché non si dà amore senza benevolenza ma, in effetti, mentre l'amicizia consiste in benevolenza ed è sempre scambievole, altrettanto non accade con l'amore.

## Benevolenza sociale

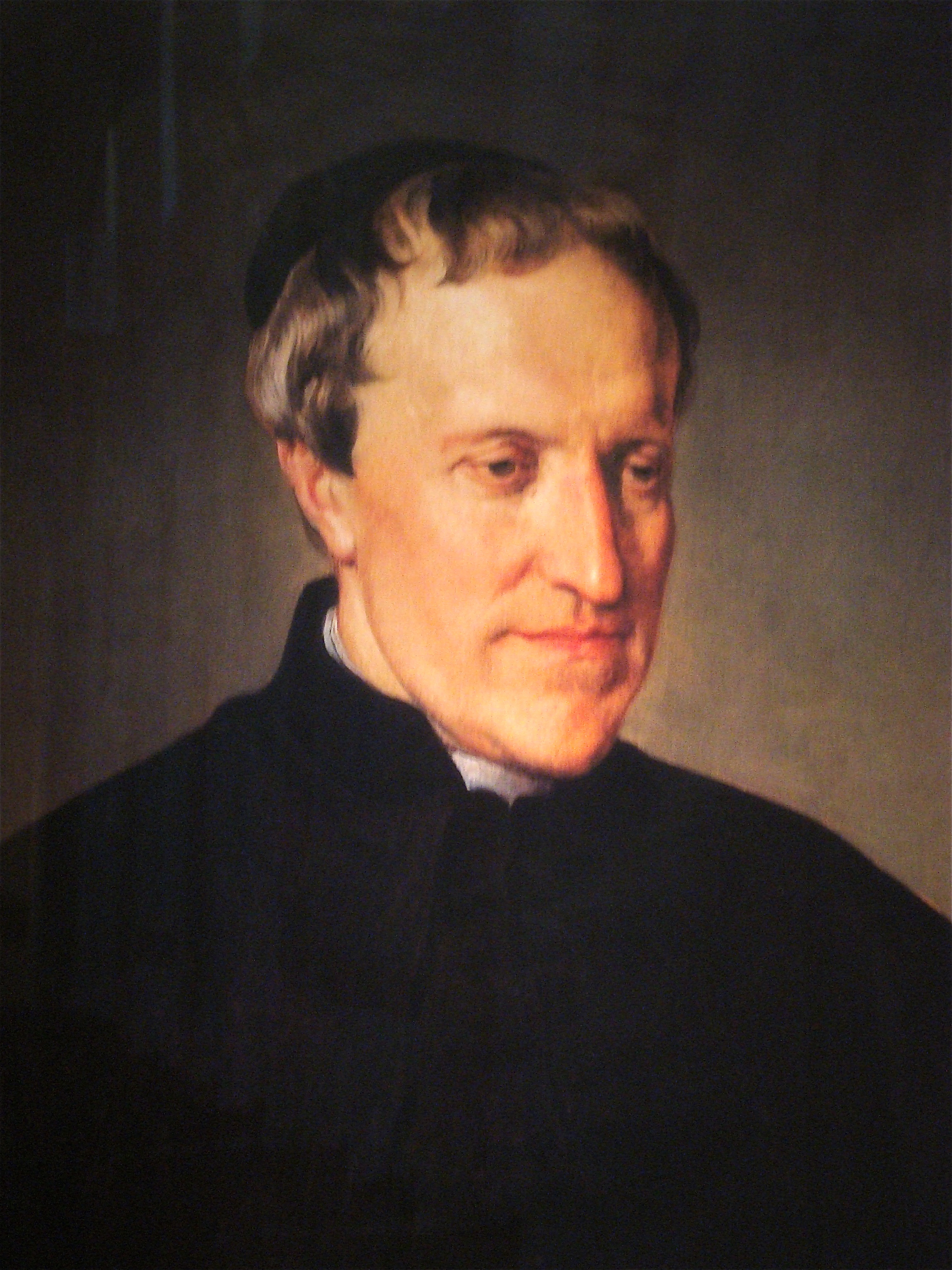
Antonio Rosmini

Antonio Rosmini osserva come la benevolenza sia in stretto rapporto con le buone condizioni economiche della società poiché «la miseria sopravviene a soffocare lo spirito di benevolenza che nell'abbondanza liberamente sorride»
L'uomo tende ad acquisire in proprietà tutto ciò che è esterno a lui e che gli possa essere utile: lo stesso atteggiamento ripropone nei confronti delle persone con le quali si vincola e si unisce ma non per ricavarne un vantaggio ma «come quelle in compagnia delle quali egli può godere di vantaggi che gli prestano le cose» instaurando così quella comunione dei beni che costituisce il vincolo di società: «il vincolo di proprietà ha per base l'utilità della persona che si lega alle cose. Il vincolo di società ha per base la benevolenza scambievole delle persone che si legano insieme» per procurarsi un bene a vantaggio di tutti i membri della società che assieme costituiscono quell'unità, la persona morale, della quale gli individui sono singole parti.
Fondamento della benevolenza nel vincolo sociale è la giustizia. Platone affermava che «senza giustizia non potrebbe sussistere neppure una società di ladroni che si uniscono per ispogliare i viandanti.» Certo non è il senso di giustizia che porta a depredare i viandanti ma la giustizia è quella invece che tiene unita la società dei ladroni che tra di loro mettono in atto una certa qual benevolenza che li porta ad esempio a difendersi e sostenersi reciprocamente.
La benevolenza sociale è diversa dall'amicizia poiché l'amore per il bene comune non vale di per sé ma è visto in funzione del proprio bene 
La benevolenza sociale si trova a mezza strada tra il vincolo signorile (il rapporto tra servi e padroni dove questi rispettino la dignità personale dei servitori) e l'amicizia. Queste tre principi della benevolenza sociale, del vincolo signorile e dell'amicizia si trovano in varia misura nella società ma 

## Confucio sulla benevolenza

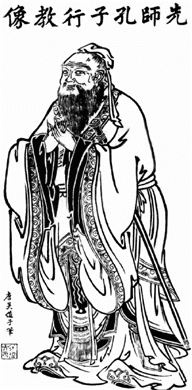
Confucio

Nella cultura cinese rappresentata da Confucio il termine benevolenza non è espresso con un senso univoco ma con una gamma di significati che vanno da benevolenza a sentimento di umanità reciproca, a virtù, a umanità ecc.
Nella lingua cinese benevolenza è rappresentata dal carattere 仁 (rén) che nella parte sinistra ha il radicale "uomo", "umano", e in quella destra il simbolo di "due", intendendo che la definizione di uomo implica sempre una relazione tra due soggetti: non è concepibile un individuo isolato ma sempre in rapporto con la molteplicità degli altri uomini.
La benevolenza da attuare tra gli uomini è un compito arduo che può realizzarsi solo dopo aver superato grandi difficoltà:
ma è anche tanto semplice operare la benevolenza che basta desiderarla per averla: «L'umana benevolenza è lontana? Basta desiderarla e arriverà.»»
Appare quindi una contraddizione che tale non è, se si riflette sul fatto che per Confucio i valori più nobili sono innati nell'uomo in forma primitiva e che quindi egli, con lo studio e la meditazione appresa tramite gli Antichi Riti possa, seppure con fatica, far venire alla luce il rén presente come tendenza innata ed essenziale in ogni uomo che può così raggiungere la benevolenza 
A seconda di come vive il suo rapporto con il mondo esterno e con gli altri uomini ognuno, indipendentemente dalla sua spiritualità, realizzerà in diverso modo la benevolenza che richiede innanzitutto "disciplinare se stessi" con la rinunzia a se stessi e la dedizione verso gli altri.
Il Rén si esprime in alto grado tra padre e figlio in un rapporto fatto di deferenza, amore e "pietà filiale". In ogni caso la benevolenza deve essere ispirata dalla "regola d'oro":
L'uomo che pure ha innata la tendenza al bene deve tuttavia mettersi a confronto con coloro che gli sono vicini e poi verso tutti gli altri affinché possa vedere in sé le parti malvagie ed eliminarle per rimanere sulla retta via che porta al Rèn.

## La benevolenza nel buddismo

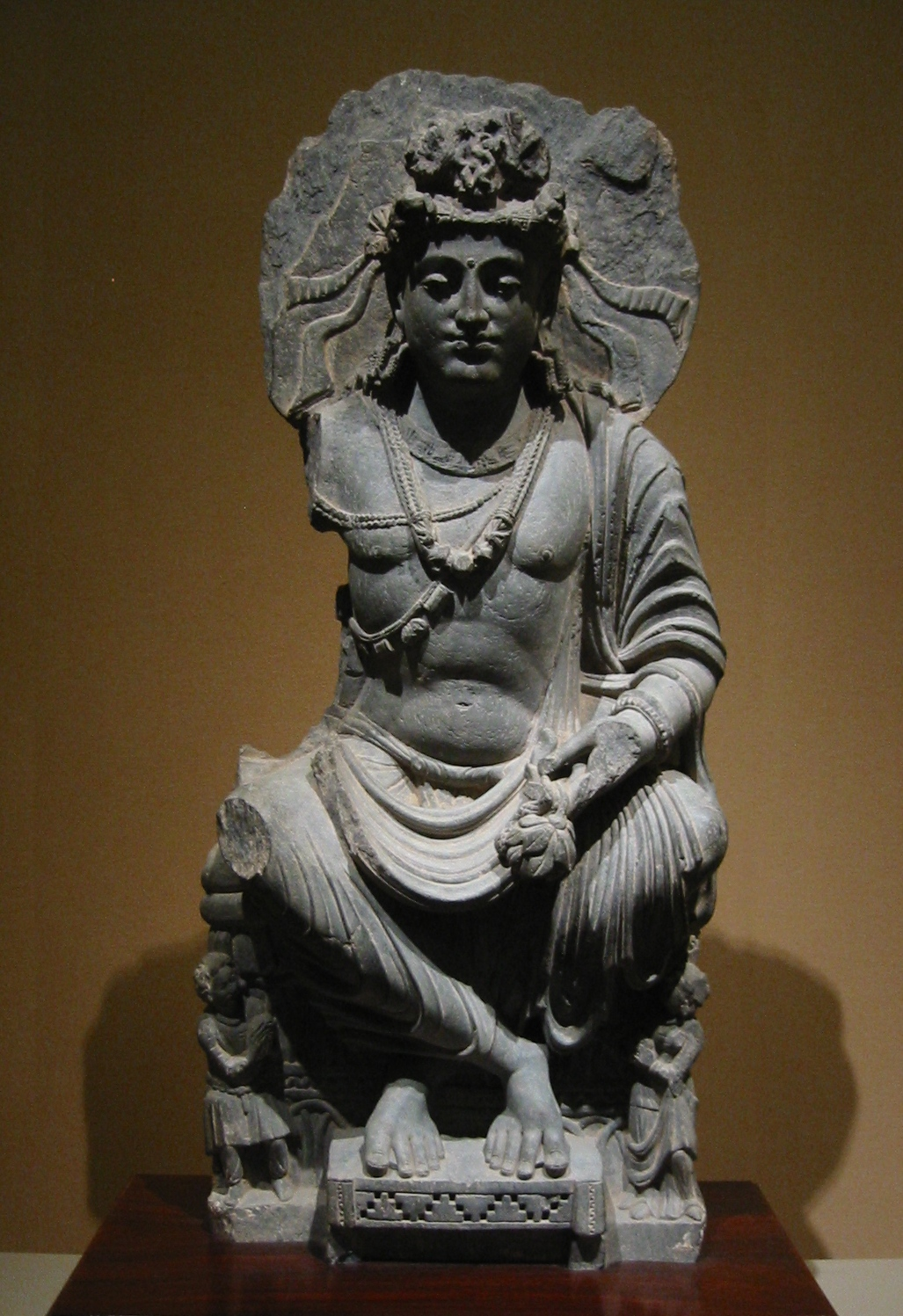
Maitreya, seduto su un trono in stile occidentale, risalente all'epoca Kushan. Gandhara, II secolo, custodito nel Tokyo National Museum.

Maitreya' indica il prossimo Buddha, successore di Gautama Buddha, la cui rinascita è attesa dai buddhisti; è l'unico bodhisattva la cui venerazione è ammessa da tutte le scuole.
Il nome Maitreya (Metteyya in pāli) deriva dal sostantivo femminile sanscrito maitrī (mettā in pāli) che significa "benevolenza", "buona volontà", collegato al sostantivo maschile sanscrito mitra (mitta in pāli) che significa "amico".
La profezia della venuta di Maitreya è presente nella letteratura canonica di tutte le tradizioni buddhiste (Nikāya, Theravāda, Mahāyāna e Vajrayāna) anche se non vi è accordo tra le differenti tradizioni sulla storia della sua vita, né di come egli realizzerà il suo destino; alcuni credenti ritengono che sarà l'ultimo Buddha a comparire sulla Terra: otterrà l'illuminazione completa, insegnerà il puro Dharma e sarà destinato ad essere "re del mondo" (cakravartin), unendo tutti i fedeli delle varie scuole.
Maitreya sarà dunque il Buddha della benevolenza e della compassione, un condottiero di uomini che governerà su esseri cosmici e mortali e, come Gautama Buddha, otterrà l'illuminazione completa, insegnerà il puro Dharma e i suoi discepoli saranno dieci volte più numerosi di quelli di Gautama Buddha.
Secondo le tradizioni buddhiste sarebbe stato Gautama Buddha stesso a predire il nome del proprio successore, sostenendo di non essere il primo Buddha e di non essere nemmeno l'ultimo.

## La benevolenza nella cultura africana

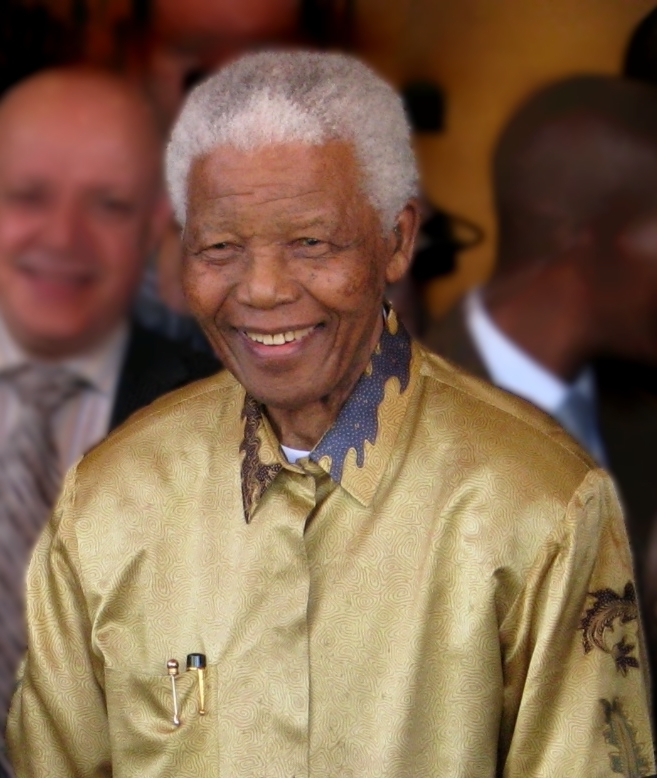
Nelson Mandela

Il principio della benevolenza viene reso in lingua bantu con il termine Ubuntu che esprime una regola di vita, basata sulla compassione, il rispetto dell'altro. Appellandosi all'ubuntu si è soliti dire Umuntu ngumuntu ngabantu, "io sono ciò che sono in virtù di ciò che tutti siamo".
L'ubuntu esorta quindi a sostenersi e aiutarsi reciprocamente, a prendere coscienza non solo dei propri diritti, ma anche dei propri doveri, poiché è una spinta ideale verso l'umanità intera, un desiderio di pace.

## La benevolenza nel cristianesimo

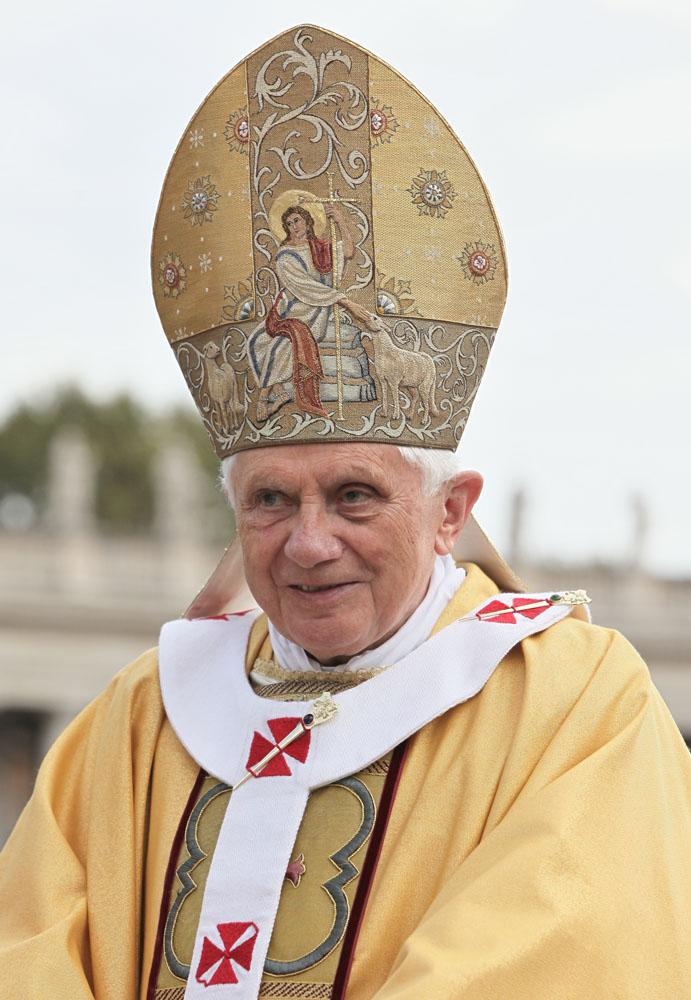
Papa Benedetto XVI

All’inizio della sua Lettera ai cristiani di Efeso l'apostolo Paolo annuncia ai cristiani il "disegno di benevolenza", di misericordia e di amore che Dio ha nei loro confronti. Il progetto di benevolenza di Dio si è attuato ancor prima della nostra creazione poiché Egli ci ha contemplato nel Figlio e ci ha fatti suoi figli adottivi nel suo "disegno d'amore", un mistero della volontà divina che ci ha scelti come oggetto della sua benevolenza per «ricondurre a Cristo, unico capo, tutte le cose» (v. 10) per realizzare la pienezza voluta da Dio
San Giovanni Crisostomo loda il disegno di benevolenza di Dio e invita ad apprezzarlo: «Che cosa ti manca? Sei divenuto immortale, sei divenuto libero, sei divenuto figlio, sei divenuto giusto, sei divenuto fratello, sei divenuto coerede, con Cristo regni, con Cristo sei glorificato. Tutto ci è stato donato e – come sta scritto – "come non ci donerà ogni cosa insieme con lui?". La tua primizia è adorata dagli angeli [...]: che cosa ti manca?».
La fede infine è lo strumento che attraverso la Rivelazione, ci fa conoscere il disegno di benevolenza di Dio che ci attira a sé, attraverso il Figlio, manifestandoci il senso della nostra esistenza.